# مسجد عمر (بیت‌لحم)

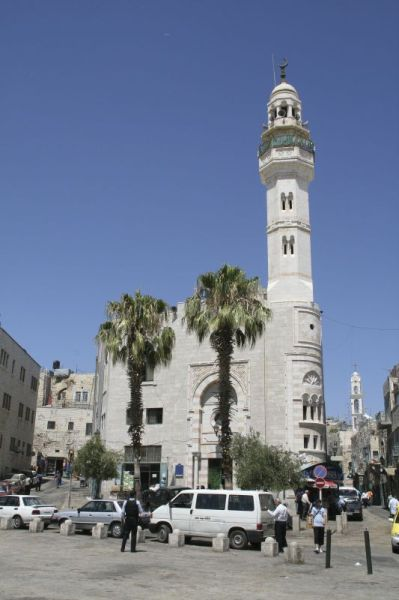
مسجد عمر

مسجد عمر قدیمی‌ترین مسجد و تنها مسجد شهر بیت‌لحم است که به نام عمر بن خطاب دومین خلیفهٔ اَهِل تَسنُن نامگذاری شده‌است. مسجد عمر در سال ۸۶۰ میلادی و در سال ۱۵ هجری به دستور خلیفه بنا گشت. این مسجد در سال ۱۹۵۵ بازسازی شده‌است.